# بروس برايس
بروس برايس (بالإنجليزية: Bruce Price)‏ هو مهندس معماري أمريكي، ولد في 12 ديسمبر 1845 في كمبرلاند في الولايات المتحدة، وتوفي في 29 مايو 1903 في باريس في فرنسا.

## وصلات خارجية
- بروس برايس على موقع الموسوعة البريطانية (الإنجليزية)